# Ein Lied für Luxemburg (1984)
Die deutsche Vorentscheidung zum Eurovision Song Contest 1984 fand unter dem Titel Ein Lied für Luxemburg statt.
Durch die Sendung führte erstmals Sabine Sauer.

## System
Der Bayerische Rundfunk behielt den Modus der Vorjahre aufgrund der Erfolge von Dschinghis Khan, Katja Ebstein, Lena Valaitis sowie des Sieges durch Nicole bei.
Eine dreizehnköpfige Jury aus Fachleuten der Unterhaltungsbranche wählte aus 972 Einsendungen die 24 Halbfinalteilnehmer aus, woraus die Radiohörer die zwölf Finalteilnehmer wählten.
Nach Abschluss der Vorentscheidung, die auch in diesem Jahr fünf Wochen vor dem Eurovision Song Contest stattfand, wurden nach dem Durchlauf der zwölf Titel durch das Meinungsforschungsinstitut Infratest 519 repräsentativ ermittelte Radiohörer und Fernsehzuschauer telefonisch befragt. Diese hatten während der Sendung die zwölf Titel anhand einer vorgegebenen Punkteskala zu bewerten.

## Punktetafel des Vorentscheids
In folgender Tabelle sind die Punktzahlen der Zwischenstände bei folgenden Prozentsätzen angegeben:
Runde 1: 10,78 Prozent der abgegebenen Stimmen, Runde 2 bei 41,18 Prozent.
| Nr. | Interpret       | Titel (Musik/Text)                                                                                          | Runde 1 Platz | Runde 2 Platz | Endpunktzahl | Platz |
| --- | --------------- | --- | ------------- | ------------- | ------------ | ----- |
| 01  | Cosi & Relax    | Oh, i woaß net (Bernd Vonficht & Todd Canedy / Irmgard Klarmann)                                            | 0334 07.      | 1245 08.      | 02949        | 09.   |
| 02  | Jürgen Renfordt | Als die Erde war geboren (Hans Blum)                                                                        | 0284 11.      | 1228 09.      | 03035        | 08.   |
| 03  | Harmony Four    | Tingel Tangel Mann (Ralph Siegel / Bernd Meinunger)                                                         | 0361 06.      | 1542 03.      | 03852        | 03.   |
| 04  | Madeleine       | Halt mich fest (Schmidde / Schmidde & Madeleine Lang)                                                       | 0304 10.      | 1096 11.      | 02674        | 11.   |
| 05  | Helmut Frey     | Hier ist einer zuviel (Dieter Bohlen / Helmut Frey)                                                         | 0308 08.      | 1264 07.      | 03072        | 07.   |
| 06  | Giorgia Lauda   | Jeder muss sein Leben leben (Alexander Gordan / Heike Bubenheim)                                            | 0434 02.      | 1418 06.      | 03350        | 06.   |
| 07  | Frank Daniels   | Wo warst Du, als ich starb? (Michael Zai & Vanessa Sera / Horst-Herbert Krause, Vanessa Sera & Michael Zai) | 0273 12.      | 1053 12.      | 02699        | 10.   |
| 08  | Mary Roos       | Aufrecht geh’n (Michael Reinecke / Michael Kunze)                                                           | 0443 01.      | 1730 01.      | 04124        | 01.   |
| 09  | Pas de Bas      | Primaballerina (Klaus-Dieter Gebauer / Kim Merz)                                                            | 0307 09.      | 1100 10.      | 02599        | 12.   |
| 10  | Monitor         | Mensch aus Glas (Wolfgang Köbele & Michael Högl / Erwin Posl)                                               | 0412 04.      | 1529 05.      | 03754        | 04.   |
| 11  | Anne-Karin      | Niemand (Walter Gerke & Mick Hannes / Walter Gerke)                                                         | 0424 03.      | 1534 04.      | 03669        | 05.   |
| 12  | Bernhard Brink  | Liebe ist (Michael Reinecke / Erich Offierowski)                                                            | 0406 05.      | 1641 02.      | 04003        | 02.   |